# 画像石

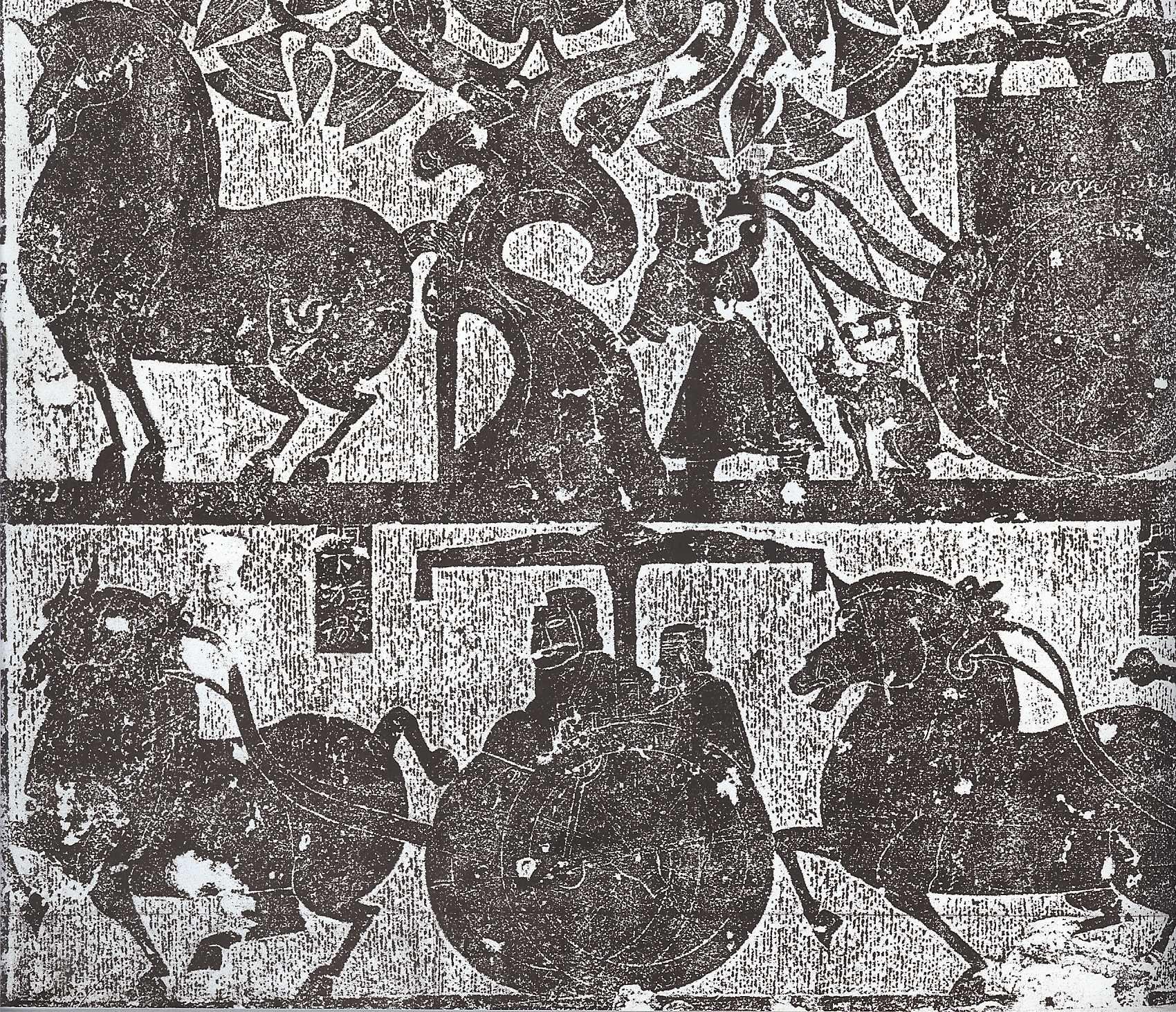
武氏祠画像石

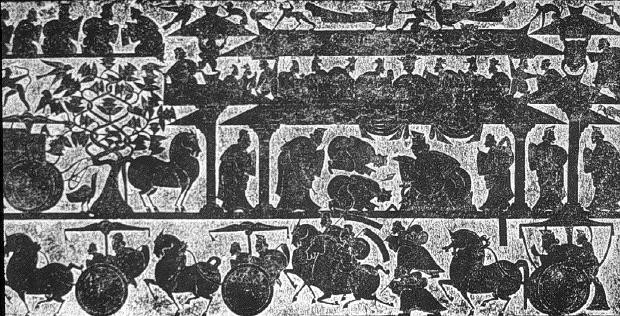
武氏祠画像石

中國的画像石（英語：Han Stone reliefs），实际上是汉代地下墓室、墓地祠堂、墓阙和庙阙等建筑上雕刻画像的建筑构石。內容是现实生活，垂教后世的历史故事、神仙世界。